# L'Atlantide
L'Atlantide (títol italià: Antinea, l'amante della città sepolta) és una pel·lícula franco-italiana dirigida per Edgar G. Ulmer i Giuseppe Masini, que van reemplaçar Frank Borzage poc temps després del començament del rodatge, estrenada l'any 1961.

## Argument
Pierre i Robert, dels enginyers miners, estan a punt de sobrevolar el Sàhara en un helicòpter conduït pel seu soci John, quan una tempesta els obliga a posar-se en una zona de proves nuclears. Poc després, salven la vida del xeic Tamal, que els condueix a una gruta on es troba la ciutat perduda de l'Atlàntida, dirigida per la bonica i implacable Antinea. Prohibeix tota temptativa d'evasió als seus visitants i, quan John prova de fugir, el transforma en estàtua. Robert, trastocat per l'homicidi del seu amic, és enviat a les mines i és mort per Pierre, que és víctima dels sortilegis d'Antinea.
Més tard, Zinah, una esclava, cau enamorada de Pierre i l'ajuda a escapar-se pel desert, abans que caigui una bomba nuclear i que l'Atlàntida sigui destruïda.

## Repartiment
- Jean-Louis Trintignant: Pierre
- Georges Riu: John
- Haya Harareet: Antinea
- Amedeo Nazzari: el xeic Tamal Ahmed Bencheki
- Gian Maria Volonte: Tarath
- Giulia Rubini: Zinah
- Rad Fulton: Robert
- Gabriele Tinti: Max
- Ignazio Dolce: un guarda